# Cebus brunneus
Cebus brunneus  (лат.) — вид приматов семейства цепкохвостых обезьян, обитающих в Южной Америке.

## Классификация
Ранее считался подвидом белолобого капуцина, также синонимом траурного капуцина, однако генетические исследования показали, что это отдельный вид, впрочем некоторые источники не разделяют эту точку зрения.

## Описание
Шерсть плотная коричневая, с тёмным окаймлением на лбу. Лицо более светлого оттенка. Длина тела около 42 см, длина хвоста около 44 см.

## Распространение
Населяет различные типы лесов в северной Венесуэле, а также на Тринидаде.

## Статус популяции
Международный союз охраны природы присвоил этому виду охранный статус «Вымирающий» (Endangered)